# Kiliani-Volksfest

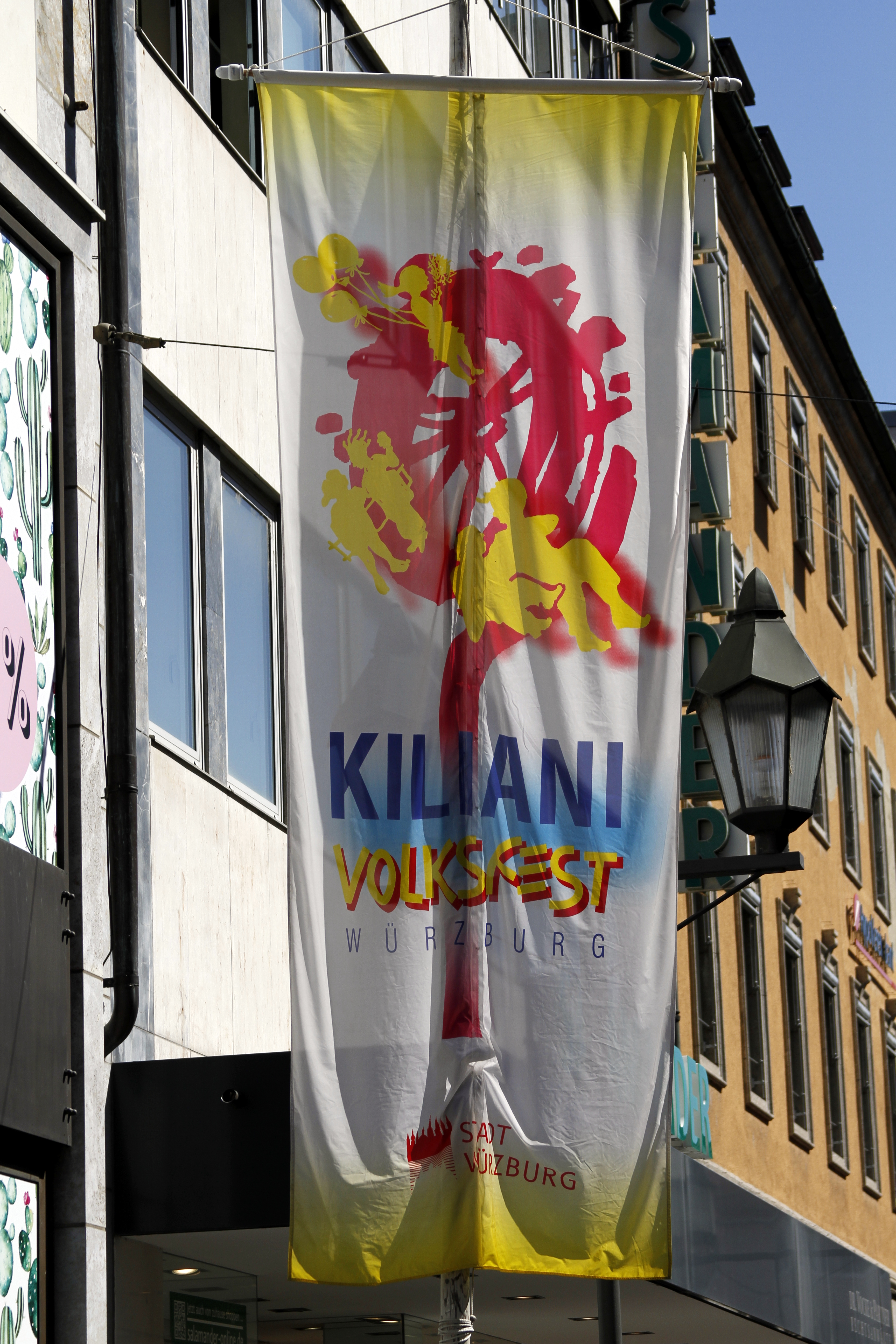
Bannière de la Kiliani-Volksfest en 2017

La Kiliani-Volksfest est une fête populaire de deux semaines qui a lieu chaque année du début à la mi-juillet à Wurtzbourg, dans le parking Talavera dans le quartier de Zellerau. En parallèle se tient la Kilianimesse sur la Würzburger Marktplatz, qui a lieu depuis 1030 et est une manifestation commerciale. Elle est distincte de la fête populaire en 1846.
Elle est à l'origine une fête religieuse, une octave, autour du 8 juillet, jour de la fête de saint Kilian de Wurtzbourg, apôtre de la Franconie.
Après la fin de la Seconde Guerre mondiale, la Kiliani-Volksfest revient en 1950.
La fête propose de nombreuses manèges et tentes à bière sur le site du festival. Chaque année, près d'un million de visiteurs viennent à la Kiliani-Volksfest. En 2019, il y avait environ 800 000 visiteurs.
La fête populaire s'ouvre et se termine par un feu d'artifice.